# René
René er et drengenavn, der stammer fra fransk og betyder "genfødt". Navnet anvendes på dansk også uden accent som Rene.
Endvidere findes den feminine form Renée. 

## Kendte personer med navnet

### Mandlige
- René Skau Björnsson, dansk folketingspolitiker.
- François-René de Chateaubriand, fransk forfatter.
- René Coty, tidligere fransk præsident.
- René Descartes, fransk filosof.
- René Dif, dansk rapper og skuespiller.
- René Fredensborg, dansk journalist.
- René Goscinny, fransk tegneserieforfatter.
- René Toft Hansen, dansk håndboldspiller.
- René Henriksen, dansk fodboldspiller.
- René Kollo, tysk sanger.
- René Lacoste, fransk tennisspiller og virksomhedsgrundlægger.
- René Magritte, fransk kunstmaler.
- René Meulensteen, hollandsk fodboldtræner.
- René Holten Poulsen, dansk kajakroer
- René Réaumur, fransk videnskabsmand.
- René Pottier, fransk cykelrytter.

### Kvindelige
- Rene Russo, amerikansk skuespiller.
- Renée Toft Simonsen, dansk model, psykolog og forfatter.
- Renée Zellweger, amerikansk skuespillerinde

## Navnet anvendt i fiktion
- I den engelske tv-serie 'Allo 'Allo! er hovedpersonen cafeejeren René Artois.
- Chateaubriand har skrevet en novelle med titlen René.